# Alltorps tingshus och häradshäkte
Alltorps tingshus och häradshäkte är ett tingshus i Alltorp, Ödskölts socken, Bengtsfors kommun. Byggnaden, som uppfördes under slutet av 1700-talet, är byggnadsminne sedan den 16 maj 1977. Det upphörde som tingshus år 1941 och kom därefter att användas som kommunalhus, samlingslokal och lärosal. Det visas numera som museum.

## Historia
Alltorp blev tingsställe för Vedbo härad år 1693, sedan tingsförhandlingarna flyttat hit från Ödshults mo. I tingsprotokollet från den 31 maj–3 juni 1693 anges att tinget hölls i "tingshuset widh Alltorp", vilket antyder att tingshuset byggts och tagits i bruk. Andra källor säger att tingshusbyggnaden uppfördes vid slutet av 1700-talet. Innan Alltorps tingshus uppfördes ambulerade häradsrätten mellan olika gårdar i häradet.
Vid 1800-talets början var tingshuset i så stort behov av reparation att häradsrätten år 1811 höll ting i kaplanbostället i Steneby socken. Det är oklart om några reparationsarbeten utfördes vid tidpunkten. År 1885 beslutade dock de tingshusbyggnadsskyldiga att Alltorps tingshus skulle renoveras och att rumsindelningen skulle ändras, vilket också gjordes. En ny uthusbyggnad med bland annat stall, vedbod och häkte uppfördes vid samma tillfälle. År 1909 företogs en ny reparation av tingshuset. Då inreddes särskilda rum för nämndemännen, vilket tidigare saknats. Dessutom flyttades arrestlokalerna i uthuset och försågs med värmeanordning.
Efter första världskriget uppfördes bilgarage och parkeringsplats anlades och år 1919 installerades elektricitet huset. Tinget flyttades 1941 till Bengtsfors och tingshusbyggnadsskyldige överlät tingshuset till Ödskölts kommun mot en symbolisk köpesumma om 4 000 kronor med förbehåll att tingshuset skulle hållas i värdigt skick och bevaras oförändrat. Det användes som kommunalhus och samlingssal och lärosal för slöjd och skolköksundervisning, uthuslängans stall byggdes på 1950-talet om till slöjdlokal. Tingshuset är idag delvis moderniserat, men flera rum har välbevarade interiörer från olika tider, även häktets celler och övrig interiör är oförändrade. Dessa visas idag som museum. Tingshusmiljön används också för bygdespel.
Både Alltorp och det numera rivna huset i Torpane (Tössbo härad) upphörde att fungera som tingshus i samband med att ett nytt hus uppfördes i Bengtsfors.

## Beskrivning
Tingshuset uppfördes för Vedbo härad i Ödskölt och är beläget inte långt från vägen mellan Bäckefors och Bengtsfors. Den tidigare landsvägen löper alldeles utanför tingshuset. Tingshusbyggnaden är av timmer i två våningar med rödfärgad locklistpanel under spåntäckt sadeltak. I närheten av tingshuset ligger ett före detta gästgiveri och parallellt med tingshuset, på andra sidan länsvägen, ligger en uthusbyggnad med häkte från 1880-talet. Uthusbyggnaden är av timmer i en våning. Över ena gaveln finns ett klocktorn samt den klocka med vilken man ringde samman till ting. Förutom arrest innehöll byggnaden stall samt övernattningsrum för tingsbesökare.
Till byggnadsminnet räknas tingshuset och uthusbyggnaden med häktet, inom skyddsområdet ligger ytterligare några mindre byggnader. En jordkällare ligger i sluttningen söder om tingshuset, sydväst om häktet står en hitflyttad väntkur för järnvägshållplatsen Alltorp, vilket hör samman med miljöns museala användning. Intill uthusbyggnadens nordöstra gavel står ett garage, enligt källorna uppförd efter första världskriget. Bakom uthusets nordöstra hörn står en urinoar i form av en liten kvadratisk byggnad.
Tingshusbyggnaden uppfördes vid slutet av 1700-talet. Den är av timmer i två våningar och klädd med rödfärgad locklistpanel under spåntäckt sadeltak. Huset har sexdelad plan. Bottenvåningen inrymde gästgiveri samt häradshövdingens bostad, medan tingslokalerna var förlagda till byggnadens andra våning. Såväl häradshövdingens rum som tingssalen har bevarats oförändrade sedan sista tinget hölls 1941.
Huvudentrén nås via en öppen veranda och är placerad mitt på fasaden som vetter mot vägen. Salen ligger på andra våningen och är inredd med skrank och domarbord. Det är osäkert om dessa har återförts till salen under senare tid eller om de aldrig har tagits därifrån.
Kring sekelskiftet 1900 fanns tingssal, rum för domare och länsman på övre våningen. På bottenvåningen låg matsal för domare och nämnd samt gästgivarens bostadsrum och kök.
I Nya lagberedningens betänkande 1884 kommenterades tingshuset på följande vis: Tingshuset ansågs vara i tämligen gott skick. Två våningar - nedre våningen två förstugor, två rum, kök och arrest, övre förstuga, sal och tre rum. Mantalsskrivningar och liknande förrättningar hölls i tingshuset. Rum för nämnden saknades.